# Zaur Kuramagomedov
Zaur Ismatulayevich Kuramagomedov (in russo Заур Исматулаевич Курамагомедов?; Tyrnyauz, 30 marzo 1988) è un lottatore russo, specializzato nella lotta greco-romana.
Ha rappresentato la Russia ai Giochi olimpici estivi di Londra 2012 dove ha vinto la medaglia di bronzo nel torneo dei 60 chilogrammi.

## Palmarès
- Giochi olimpici

Londra 2012: bronzo nei 60 kg.
- Mondiali

Istanbul 2011: bronzo nei 60 kg.
- Europei

Sofia 2007: argento nei 55 kg.
Baku 2010: bronzo nei 60 kg.